# Commanderie d'Aunac
La commanderie Sainte-Trinité d'Aunac est une ancienne commanderie hospitalière d'origine templière, située à Brillac, en Charente, au nord-est de Confolens. Il n'en reste actuellement plus aucun vestige.

## Historique
Cette commanderie limousine fut fondée par les Templiers en 1282. Elle était située à proximité d'une voie médiévale, vestige d'une ancienne voie romaine d'Angoulême à Bourges par Confolens qui passait au bourg de Brillac et Esse. Au Moyen Âge, cette voie était l'un des nombreux chemins de Saint-Jacques-de-Compostelle de la région, qui se dirigeait du Limousin vers Angoulême pour bifurquer vers Saintes (reliques de saint Eutrope) ou vers Sainte-Foy-la-Grande par Aubeterre.
L'existence de cette petite commanderie, située dans le diocèse de Limoges, demeure obscure. En 1312, lors de la suppression de l'ordre des Templiers au concile de Vienne, la commanderie fut dévolue, comme la plupart des autres en France, aux Hospitaliers de Saint-Jean de Jérusalem. Elle était située dans la Langue d'Auvergne-Limousin de cet Ordre.
C'est probablement à cette époque qu'elle fut unie à la commanderie Saint-Jean-Baptiste de Champeaux, située à moins de quatre kilomètres de là,.
Aunac n'était plus au XVIIe siècle qu'une « Maison du Temple » et ne cessa de décliner. En 1638, la chapelle était encore en bon état. On s'y rendait en procession le jour de la Trinité.
Elle fut probablement détruite à la Révolution et le tout fut vendu.

## Description
Il n'y a plus de vestiges de la chapelle, et un seul des deux bâtiments conventuels semble être aujourd'hui une maison d'habitation. L'ensemble a été fortement remanié aux XIXe et XXe siècles. Certaines parties du XVIIIe siècle pourraient en effet provenir de l'ancienne templerie : un bloc sculpté situé devant le logement oriental pourrait être un bénitier provenant de la chapelle, transformé en pot de fleur, ainsi qu'un bloc sculpté en réemploi dans une chaîne d'angle de la grange nord-est, et deux appuis de fenêtres en saillie,.